# Floriana (Pannònia)
Floriana fou una ciutat romana de la Pannònia Inferior, que estava unida per una via amb Aquíncum, uns 50 km més a l'est. Era la seu d'un prefecte de la flota d'Ístria. És esmentada en l'Itinerari d'Antoní. Correspon a l'actual localitat hongaresa de Csákvár.